# Batalla de Issos (622)

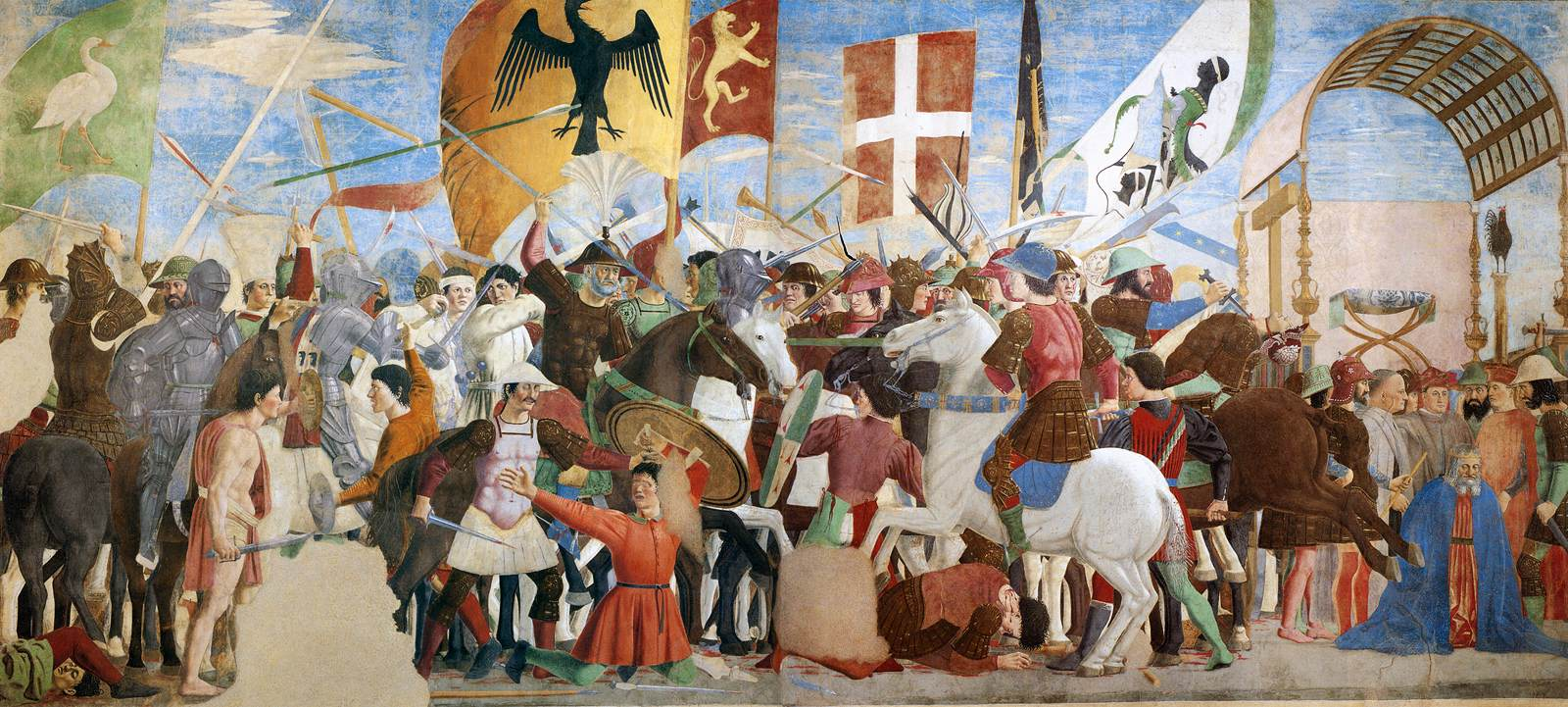
Batalla entre el emperador bizantino Heraclio y Cosroes II.

La campaña de Heraclio de 622, también conocida como la batalla de Issos, fue una importante campaña en la guerra entre bizantinos y sasánidas entre 602 y 628 por el emperador Heraclio, culminada en una aplastante victoria bizantina en Anatolia.
En 622, el emperador bizantino Heraclio realizó una contraofensiva contra el Imperio sasánida, que había invadido la mayoría de las provincias orientales del imperio. Dejó Constantinopla el día después de la celebración de la Pascua, el domingo 4 de abril de 622. Su joven hijo, Constantino III Heraclio, quedó como regente en la capital, a cargo del patriarca Sergio I de Constantinopla y del general patricio Bono. Para amenazar a las fuerzas persas en Anatolia y Siria, se trasladó por mar de Constantinopla a Pilas, en Bitinia (no en Cilicia). Durante el verano, se dedicó a instruir a las tropas y a adquirir experiencia en el mando. En otoño, amenazó las comunicaciones persas entre Anatolia y el valle del Éufrates dirigiéndose hacia el norte de Capadocia. Esto obligó a los persas, al mando de Sharvaraz, a retirarse de Bitinia y Galacia hacia el este de Anatolia, para impedir que Heraclio les cortase las comunicaciones con Persia o incluso la invadiese.
Lo que siguió no está muy claro, pero sí se sabe que Heraclio obtuvo una victoria aplastante sobre Sharvaraz en algún lugar de Capadocia. El motivo principal del triunfo fue que descubrió a las fuerzas persas listas para tenderle una celada y gracias a ello preparó sus planes de batalla. Durante el combate, el emperador fingió retirarse para hacer que los persas abandonasen sus escondites y lo persiguiesen; estos así lo hicieron y entonces los optimatoi, que eran lo más selecto del ejército de Heraclio, acometieron a su vez a los persas que habían emprendido la persecución y los obligaron a huir. Con esta victoria expulsó Heraclio al enemigo de Anatolia. Sin embargo, tuvo que volver luego a Constantinopla para hacer frente a la amenaza que representaban los ávaros en las provincias de los Balcanes, y dejó al ejército que invernase en el Ponto.